# Florence B. Seibert
Florence Barbara Seibert (6. října 1897 Easton – 23. srpna 1991 St. Petersburg) byla americká biochemička. Nejznámější její prací je příprava účinné látky získané z kultur bakterií způsobujících tuberkulózu. Seibert ji identifikovala jako protein a následně izolovala její čistou formu s názvem tuberkulin. Tato látka umožnila vývoj spolehlivého testu na TBC.
Test na TBC spočíval ve vstříknutí tuberkulinu pod kůži a pozorování následné reakce. Z ní bylo možné určit, zda se nemocný setkal s tuberkulózou (včetně očkování) a zdá má proti ní buněčnou imunitu.
Za své vědecké úspěchy dostala Seibert mnoho vyznamenání a byla uvedena do floridské ženské síně slávy a Národní ženské síně slávy.

## Mládí a vzdělání
Florence Seibert se narodila 6. října 1897 v Eastonu v Pensylvánii Georgi Peteru Seibertovi a Barbaře (Memmert) Seibertové. Ve věku tří let Seibert onemocněla obrnou. Musela nosit ortézy na nohou a po celý život pak kulhala. Jako teenagerka četla životopisy slavných vědců, které inspirovaly její zájem o vědu.
Seibert absolvovala bakalářskou práci na Goucher College v Baltimoru, kde v roce 1918 absolvovala Phi Beta Kappa. Se svou učitelkou chemie Jessie E. Minor pracovala za války v chemické laboratoři Hammersley v Garfieldu v New Jersey.
Titul Ph.D. v biochemii získala na Yaleově univerzitě v roce 1923. Na Yale studovala intravenózní injekce mléčných bílkovin pod vedením Lafayetta Mendela. Vyvinula metodu, která zabraňuje kontaminaci těchto bílkovin bakteriemi.
V letech 1921 - 1922 byla Van Meter Fellow a v letech 1922 - 1923 American Physiological Society Porter Fellow, obě na Yaleově univerzitě.

## Kariéra
V roce 1923 Seibert pracoval jako postdoktorandka na Otho S.A. Sprague Memorial Institute na University of Chicago. Byla financována Porter Fellowship of the American Philosophical Society. Pracovala také na částečný úvazek v Ricketts Laboratory na University of Chicago a na částečný úvazek v Sprague Memorial Institute v Chicagu.
Od roku 1924 do roku 1928 Seibert pracovala jako instruktorka patologie a v roce 1928 jako odborná asistentka pro biochemii na univerzitě v Chicagu.

### Pyrogeny
V roce 1924 obdržela cenu Howarda Taylora Rickettse Chicagské univerzity za práci, kterou začala na Yaleově univerzitě a pokračovala v ní v Chicagu. Byla to práce s intravenózními injekcemi, které často způsobovaly u pacientů horečku. Seibert zjistila, že horečky jsou způsobeny toxiny produkovanými bakteriemi (pyrogeny). Toxiny byly schopny kontaminovat destilovanou vodu, když se sprej z vroucí vody v destilační baňce dostal do přijímací baňky. Vynalezla proto nový lapač na zachycení postřiku, aby zabránila kontaminaci během destilačního procesu. Obsah intravenózních injekcí tak byl zbaven pyrogenů - látek vyvolávajících horečku.
Svůj objev publikovala v časopise American Journal of Physiology. Následně byl tento proces přijat Úřadem pro kontrolu potravin a léčiv, Národním institutem zdraví a různými farmaceutickými firmami. V roce 1962 za svou práci na pyrogenech dostala cenu John Elliot Memorial Award od Americké asociace krevních bank.

### Tuberkulóza
V roce 1932 se s Esmondem R. Longem, který pracoval na výzkumu tuberkulózy, přestěhovala a nastoupila do Henry Phipps Institute na University of Pennsylvania. Longe se tam stal profesorem patologie a ředitelem laboratoří a ona přijala místo odborné asistentky pro biochemii. Jejich cílem bylo vyvinout spolehlivý test pro identifikaci tuberkulózy. Předchozí tuberkulinový derivát (Kochova látka) používaný od roku 1890 často v testech vydával falešné negativní výsledky, hlavně kvůli nečistotám v materiálu.

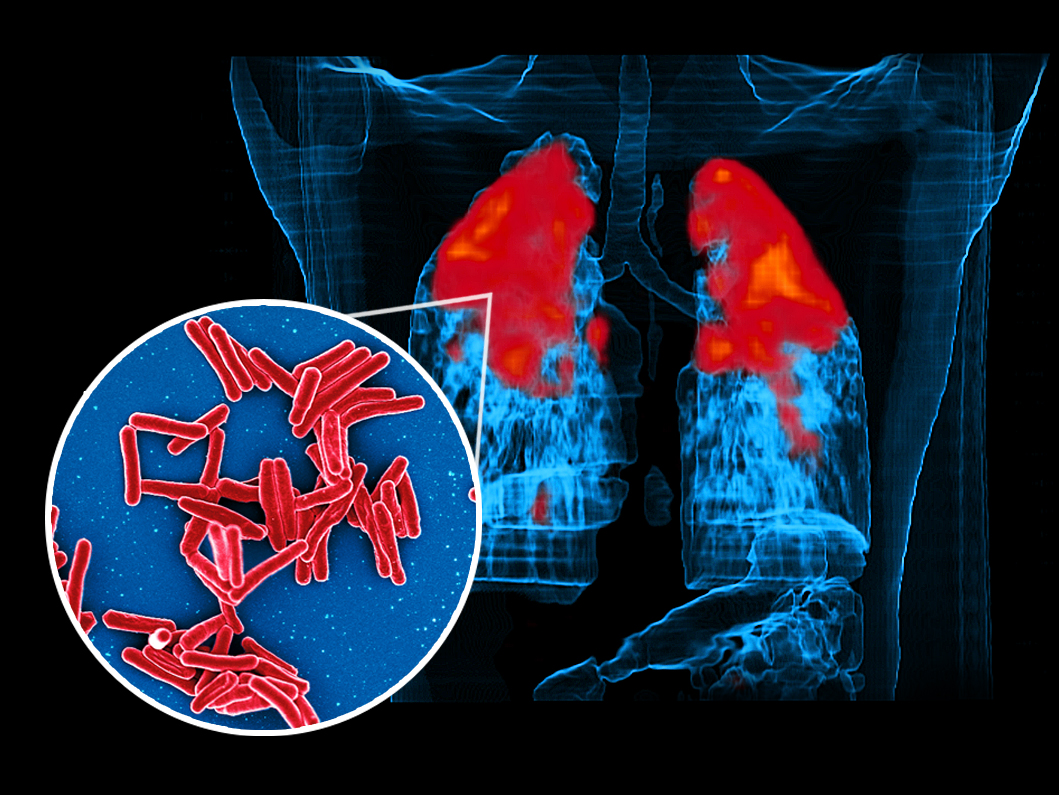
Plíce napadené bakteriemi Mycobacterium Tuberculosis

Nejznámější její prací prováděnou s Longem byla příprava účinné látky získané z kultur bakterií způsobujících tuberkulózu. Seibert ji identifikovala jako protein a následně izolovala její čistou formu s názvem tuberkulin. Strávila řadu let vývojem metod pro separaci a čištění proteinu z Mycobacterium tuberculosis a získáním purifikovaného proteinového derivátu (PPD). Tato látka umožnila vývoj a použití spolehlivého testu na TBC. Test na TBC spočíval ve vstříknutí tuberkulinu pod kůži a pozorování následné reakce. Z ní bylo možné určit, zda se nemocný setkal s tuberkulózou (včetně očkování) a zdá má proti ní buněčnou imunitu.
V roce 1934 publikovala první články o čištění tuberkulinu. Některé zdroje jí připisují úspěšnou izolaci molekuly proteinu tuberkulózy v letech 1937-38, kdy navštívila univerzitu v Uppsale ve Švédsku jako Guggenheimova stipendistka, aby spolupracovala s nositelem Nobelovy ceny vědcem Theodorem Svedbergem. Vyvinula metody čištění krystalického tuberkulinového derivátu pomocí filtrů z porézního jílu a bavlny ošetřené kyselinou dusičnou.
V roce 1940 se její purifikovaný proteinový derivát (PPD) stal národním a mezinárodním standardem pro testy na TBC.

#### Tuberkulinový test

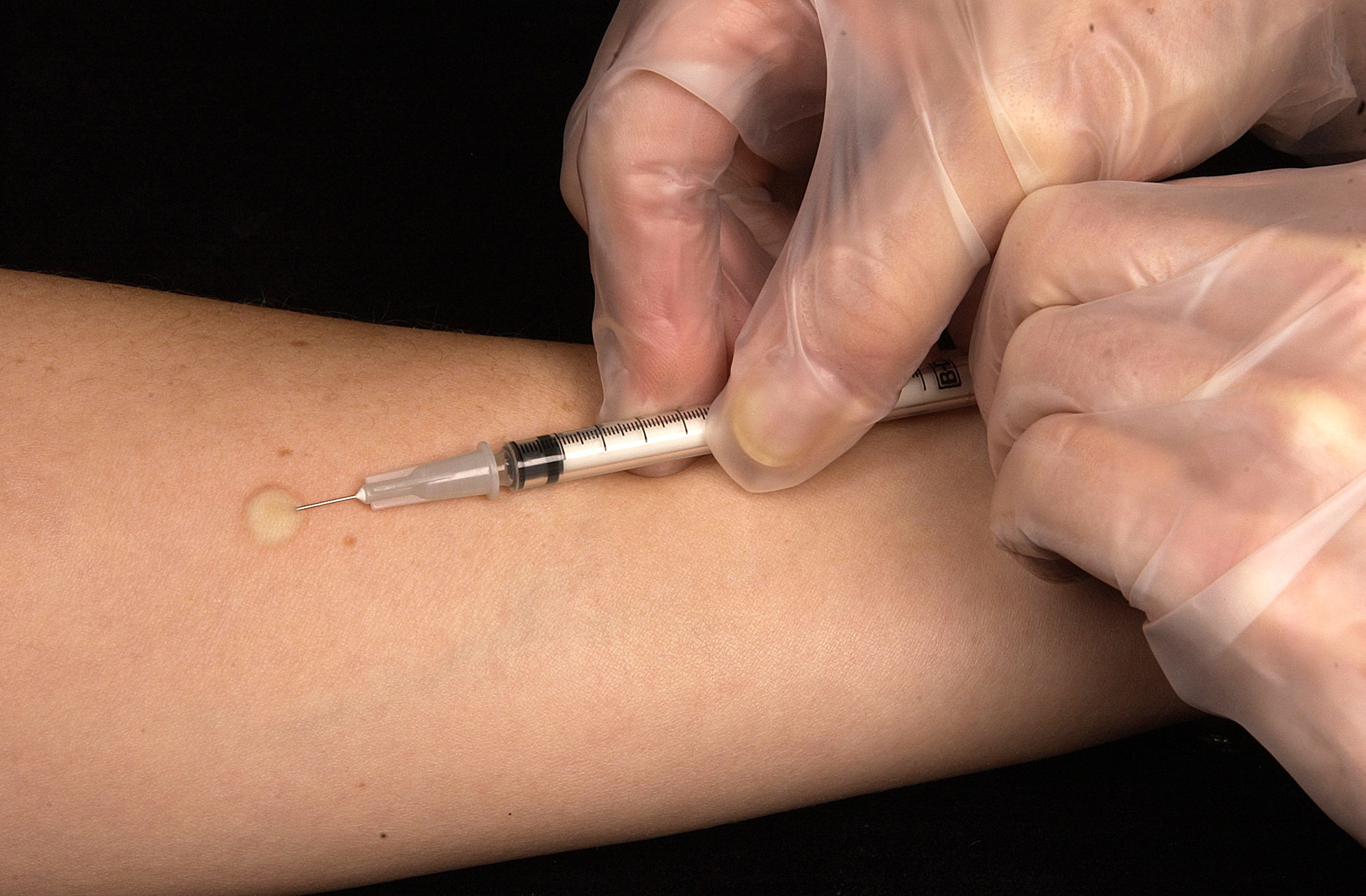
Mantouxův tuberkulinový kožní test.

Tuberkulinový test (Mantouxův test) se většinou používal pro zjištění účinnosti očkování proti TBC v dětském věku. Pro aplikaci byla kdysi používána směs proteinů produkovaných mykobakteriemi (tuberkulin), dnes se používá PPD (purified protein derivative). Dávka způsobí zánětlivou reakci se začervenáním a ztvrdnutím v místě vpichu. Průměr léze se po 48-72 hodinách změří a vyhodnotí:
- do 5 mm – negativní
- 6–10 mm – odpovídá to alergii postvakcinační
- nad 15 mm – odpovídá to alergii postinfekční
- mezi 10 mm a 15 mm mohou zasahovat oba typy alergie

### Další výzkum
V letech 1932 až 1959 pracovala Seibert na Henry Phipps Institute na University of Pennsylvania. V letech 1932 až 1937 byla odbornou asistentkou, v letech 1937 až 1955 docentkou, v letech 1955 až 1959 řádnou profesorkou biochemie a od svého oficiálního odchodu do důchodu v roce 1959 emeritní profesorkou.
V roce 1927 se k ní přistěhovala její mladší sestra Mabel, aby s ní žila a pracovala. Seibert jí zaměstnávala střídavě jako svou sekretářku a výzkumnou asistentku. Po odchodu do důchodu se společně přestěhovaly do St. Petersburgu na Floridě, kde Seibert pokračovala ve výzkumu možných vztahů mezi bakteriemi a některými typy rakoviny. Spolupracovala s nemocnicí Mound Park Hospital a s výzkumným centrem Bay Pines V.A.  Teorie týkající se vztahu bakterií s rakovinou jsou považovány za kontroverzní.
V publikování vědeckých prací pokračovala až do roku 1977. Zemřela v Palm Springs Nursing Home v St. Petersburgu na Floridě 23. srpna 1991.

## Ocenění
- V roce 1938 obdržela Trudeauovu medaili od Národní asociace pro tuberkulózu
- V roce 1942 medaili Francise P. Garvana od Americké chemické společnosti
- V roce 1943 obdržela ocenění za úspěch od Americké asociace univerzitních žen
- V roce 1962 obdržela cenu John Elliot Memorial Award od Americké asociace krevních bank
- V roce 1968 byla publikována její autobiografie - Pebbles on the Hill of a Scientist (Oblázky na kopci vědy)
- V roce 1990 byla uvedena do Národní ženské síně slávy
- V roce 1993 byla na místě jejího narození na 72 N. 2nd Street, Easton, PA  pověšena pamětní deska